# Aleksandra Bieńkowska
Aleksandra Bieńkowska – polska wokalistka, aktorka, tłumaczka, lektorka i producent telewizyjny. Przez pięć lat była związana z The Australian Pink Floyd Show. Obecnie śpiewa w Brit Floyd The Pink Floyd Tribute Show.

## Życiorys
Absolwentka Instytutu Lingwistyki Stosowanej Uniwersytetu Warszawskiego i Wydziału Wokalnego Szkoły Muzycznej na ul. Bednarskiej w Warszawie. Jest pierwszą Polką, która ukończyła Liverpool Institute for Performing Arts Paula McCartneya.
Zagrała rolę Sary w musicalu Taniec wampirów w Teatrze Muzycznym Roma w Warszawie, jedną z głównych ról we współczesnej edycji musicalu Złe Zachowanie Andrzeja Strzeleckiego, rolę Hermii w Śnie Nocy Letniej w Teatrze LIPA w Liverpoolu. Jako pierwsza polska aktorka British National Student Theatre Company występowała na festiwalu Fringe w Edynburgu. Współpracowała z wieloma polskimi i zagranicznymi artystami, m.in. Hanią Stach, Ewą Bem, Norbim, Edytą Geppert, Michałem Bajorem, Anną Serafińską, Ewą Małas-Godlewską, Wojciechem Gąssowskim, Ellie. Tłumaczyła symultanicznie na żywo w TV Gala MTV Europe Music Awards 2004.
Z Australian Pink Floyd Show, a obecnie z Brit Floyd wykonuje solo The Great Gig In The Sky nagrane przez Clare Torry. Zagrała z nimi około 500 koncertów.
Wraz z TAPFS zagrała również na licznych festiwalach w Europie (Rock Werchter w Belgii, Arrow Rock w Holandii, Isle Of Wight Festival w Wielkiej Brytanii, Malta Jazz Festival, Sudoeste Festival w Portugalii, Sweden Rock Festival, Liverpool Pops, Derby Rock and Blues Festival i inne). Z Brit Floyd wystąpiła też na festiwalu Glastonbury Festival w 2011 roku.
25 kwietnia 2009 roku Ola Bieńkowska oraz Janusz Kruciński wystąpili w „Listach z Placu Zgody” autorstwa Zbigniewa Książka (libretto) i Bartłomieja Gliniaka (muzyka). Prapremiera odbyła się w Kieleckim Centrum Kultury/ Filharmonii Świętokrzyskiej. 15 sierpnia Bieńkowska wzięła udział w prapremierze „Oratorium Kalwaryjskiego”, również autorstwa duetu Książek – Gliniak.
W 2011 roku rozstała się z Australian Pink Floyd Show i zaczęła śpiewać w Brit Floyd – The Pink Floyd Tribute Show. Również w 2011, dzięki pomocy internautów i platformy Pledgemusic, nagrała materiał „live” w Fabryce Trzciny w Warszawie (kilka autorskich piosenek w towarzystwie Krzysztofa Herdzina, Jacka Królika, Roberta Kubiszyna oraz Roberta Lutego), a także rozpoczęła prace nad solową płytą, która ukazała się w 2012 roku.

## Spektakle teatralne
- 2000 – Trzy razy Piaf (reż. Artur Barciś, Teatr Ateneum)
- 2002 – Six Women with Braindeath (reż. Kate Golledge), (British National Student Theatre Company w Edynburgu)
- 2003 – Złe zachowanie (reż. Andrzej Strzelecki; Teatr Viva Art w Warszawie)
- 2005 – Taniec wampirów jako Sara (reż. Cornelius Baltus, Teatr Muzyczny Roma w Warszawie)
- 2009 – Listy z Placu Zgody (libretto Zbigniew Książek, muzyka Bartek Gliniak)
- 2009 – Oratorium Kalwaryjskie (libretto Zbigniew Książek, muzyka Bartek Gliniak)

## Nagrody i Nominacje
- 2009 – Nominacja do Nagrody Polskich Melomanów Listy Przebojów Marka Niedźwiedzkiego w kategorii Chórek/ Wokaliza Roku za rok 2008
- 2000 – III nagroda w kategorii piosenki na I Ogólnopolskim Festiwalu Sztuki Estradowej w Warszawie
- 1999 – I nagroda w kategorii piosenki na Festiwalu FAMA w Świnoujściu

## Występy w telewizji
- Ladies (koncert), Teatr Polski, Warszawa, 2003
- Idol (III edycja), 2004
- Top Trendy, 2004
- Premiery Festiwal Piosenki Opole 2004 – z Hanną Stach
- Ceremonia Otwarcia Igrzysk Polonijnych, Plac Zamkowy, Warszawa 2005
- Pejzaż bez Ciebie (piosenki Krzysztofa Klenczona), Opera Nova, Bydgoszcz 2005
- Polskie Finały Eurowizji 2006 – z Dezire
- VIII Mazurska Noc Kabaretowa, Amfiteatr Mrągowo, 2006
- Polskie Finały Eurowizji 2007 – z Hanną Stach
- Pejzaż bez Ciebie (piosenki Anny Jantar), Opera Nova, Bydgoszcz 2007
- Listy Z Placu Zgody TVP Katowice 2009
- The Australian Pink Floyd Show Live at Royal Albert Hall 2007 – stacja PBS, USA
- Oratorium Kalwaryjskie – TVP1, 2010

## Dyskografia

### Autorska
- 2012 – Résumé (Take One)

### Gościnnie
- 2002 – Edyta Geppert: Wierzę Piosence, Universal (chórki)
- 2004 – Święta, święta 2, Polskie Radio (chórki w „Pada Śnieg”, wyk. Hanna Stach)
- 2004 – Michał Bajor: Za kulisami, Sony Music (wokalizy, chórki)
- 2006 – Ewa Małas-Godlewska: Sentiments, Polskie Radio (solistka w „I feel pretty”)
- 2007 – The Australian Pink Floyd Show: Live at The Royal Albert Hall, CMP Entertainment (solistka w The Great Gig in The Sky, chórki)
- 2007 – Michał Bajor: Inna Bajka, MTJ (wokalizy, chórki)
- 2008 – Nasza Niepodległa, Polskie Radio/ SOS Music (chórki)
- 2009 – Cyganieria Jacka Cygana: ROSMUSIC/ Dream Films (chórki w „Rio” wyk. Jan Bzdawka)
- 2010 – Wojciech Gąssowski: I wish you love, Agora (gościnnie w „Dream A Little Dream Of Me”)
- 2010 – Bartłomiej Gliniak/Zbigniew Książek: Oratorium Kalwaryjskie, Magic Records/ Universal (solistka)
- 2010 – Bartłomiej Gliniak/Zbigniew Książek: Listy z Placu Zgody DVD (solistka)
- 2011 – Ellie: Co mi w duszy gra, Universal (chórki)
- 2011 – Seweryn Krajewski by Krzysztof Herdzin: Filmowo, Sony/BMG (wokalizy)
- 2011 – Maciej Zieliński: Sounds Of Love, Polskie Radio (chórki)
- 2011 – Birt Floyd – The Pink Floyd Tribute Show: Pink Floyd Greatest Hits DVD i CD, CMP Entertainment (solistka w The Great Gig in The Sky, chórki)

## Polski dubbing
- 2011: Horseland – Chloe Stilton
- 2011: Rio – śpiew piosenek
- 2009: Klub Winx – śpiew piosenek
- 2009: Power Rangers Furia Dżungli – Fran
- 2009: Pokémon: Giratina i Strażnik Nieba – Sylvan
- 2009: Dzieciak kontra Kot – Harriett, Wanda
- 2009: Pokémon: Wymiar Walki – Angie
- 2008: Panda i Banda – śpiew piosenki, czołówka
- 2008: Betsy Balonówna. Podróż przez Yummi-Land – Lucy Lizak, śpiew piosenki, czołówka
- 2007: Barney i przyjaciele – Mała Bop
- 2006: Karmelowy obóz – różne
- 2006: Clifford – Mary, pani Grumbly
- 2006: Było sobie życie – śpiew piosenki
- 2006: Księżniczka na ziarnku grochu – śpiew piosenki
- 2006: 7 krasnoludków: Las to za mało – historia jeszcze prawdziwsza – śpiew piosenki
- 2005–2007: A.T.O.M. Alpha Teens On Machines –
  - Lioness (odc. 1-32),
  - Firekat (odc. 29, 31-32)
- 2005−2006: Smocze opowieści – śpiew piosenki, czołówka
- 2005: Fifi
- 2005: Dave Barbarzyńca – Nona
- 2005: Pamiętnik księżniczki 2: Królewskie zaręczyny – śpiew piosenki
- 2004: 7 krasnoludków – historia prawdziwa – śpiew piosenki
- 2004: Pani Pająkowa i jej przyjaciele ze Słonecznej Doliny
- 2004: Pupilek – śpiew piosenki
- 1998: Życzenie wigilijne Richiego Richa – śpiew piosenki